# Rondibilis albovittipennis
Rondibilis albovittipennis là một loài bọ cánh cứng trong họ Cerambycidae.